# Bureälven

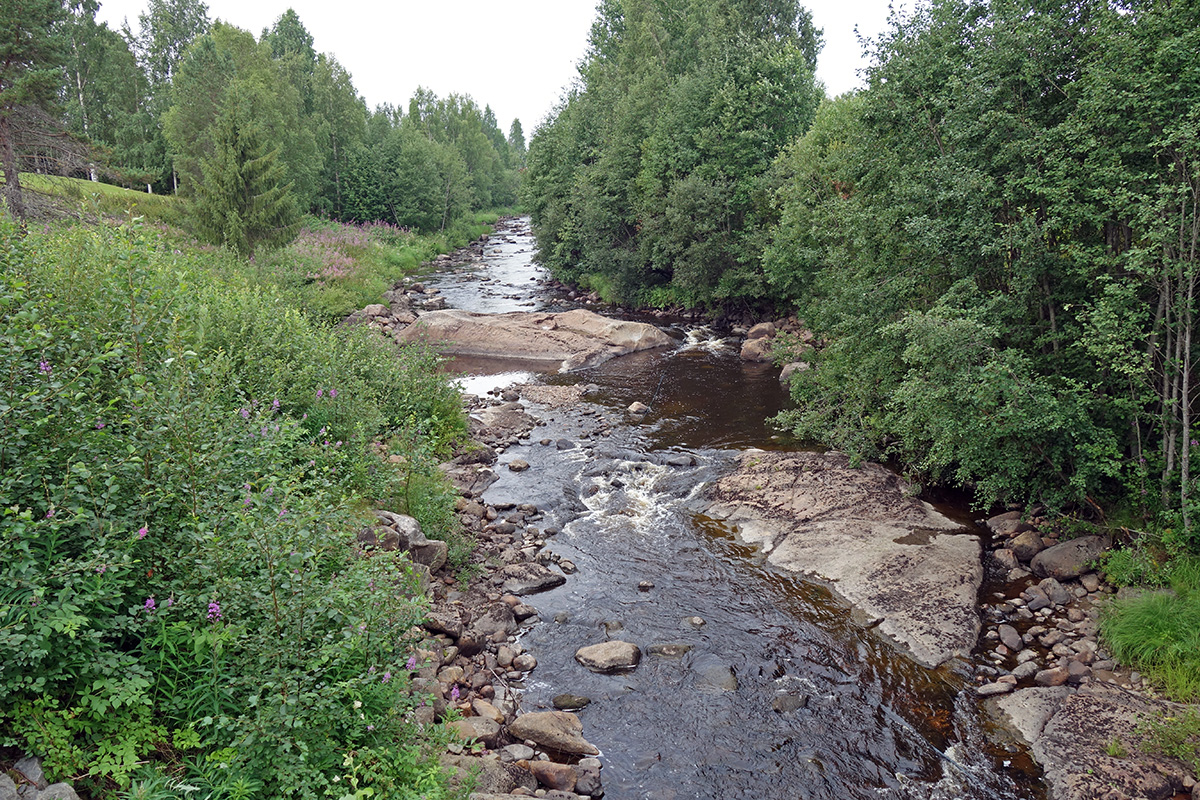
Bureälven i sitt övre lopp vid Brattfors.

Bureälven eller Bure älv är en skogsälv i Västerbotten, söder om Skellefteå. Längd 115 km, flodområde 1046 km². Den rinner upp i trakten av Bastuträsk (Norsjö kommun) och kallas först Långvattsån och sedan Buran. Närmare Burträsket vid tätorten Burträsk vidgas ådalen och den ännu ganska lilla ån börjar kallas älv, men först nedanför Burträsket får denna benämning något fog för sig.
Älven är cirka 80 kilometer lång (115 km inkl källflöden), varav cirka hälften nedströms Burträsket. Avrinningsområdet är 1 046 kvadratkilometer stort, och har ovanligt hög andel insjöar. De brantaste forsarna finns nära utloppet i Bottenviken vid Bureå, och är outbyggda, medan minikraftverk finns i en del andra forsar. Den lilla skogsälven löper alltså inte helt fritt, men är å andra sidan inte torrlagd några längre sträckor heller.
Källflöde
- Långvattsån

Biflöden räknat medströms
- Bjurbäcken
- Tvärån
- Lillån

Insjöar räknat medströms
- Burträsket
- Mjövattsträsket
- Falmarksträsket
- Bodaträsket